# Aigueperse (Rhône)
Aigueperse település Franciaországban, Rhône megyében. Lakosainak száma 239 fő (2022. január 1.). Aigueperse Saint-Bonnet-des-Bruyères, Saint-Igny-de-Vers, Châtenay, Gibles, Matour és Saint-Racho községekkel határos.

## Népesség
A település népességének változása:
| Lakosok száma | 249  | 253  | 252  | 248  | 246  | 245  | 244  | 243  | 239  |
|               | 2013 | 2015 | 2016 | 2017 | 2018 | 2019 | 2020 | 2021 | 2022 |